# Vita rubata
Vita rubata (La otra) è un film del 1946 diretto da Roberto Gavaldón.

## Trama
Magdalena e Maria sono gemelle; la prima è da poco vedova di un milionario mentre l'altra conduce una vita dimessa come estetista e vede con difficoltà la possibilità di sposare il suo innamorato, il poliziotto Fernando. Maria arriva a un punto tale di disperazione che decide di uccidere la sorella e prenderne il posto, inscenando il suo suicidio.
Tutto va per il verso giusto fino alla comparsa improvvisa di Fernando, il quale si rivela essere non solo l'amante di Magdalena ma anche suo complice nell'assassinio del marito. Maria organizza la fuga ma un impiegato del notaio nota la scomparsa di un quadro destinato - secondo il testamento - a un museo cittadino. La donna messa alle strette confessa la verità, ovvero di aver ucciso il marito e accetta la galera; in fondo se non per l'omicidio del milionario deve comunque scontare la pena per l'omicidio della sorella.